# Acrida conica
Acrida conica är en insektsart som först beskrevs av Fabricius 1781.  Acrida conica ingår i släktet Acrida och familjen gräshoppor. Inga underarter finns listade i Catalogue of Life.

## Bildgalleri

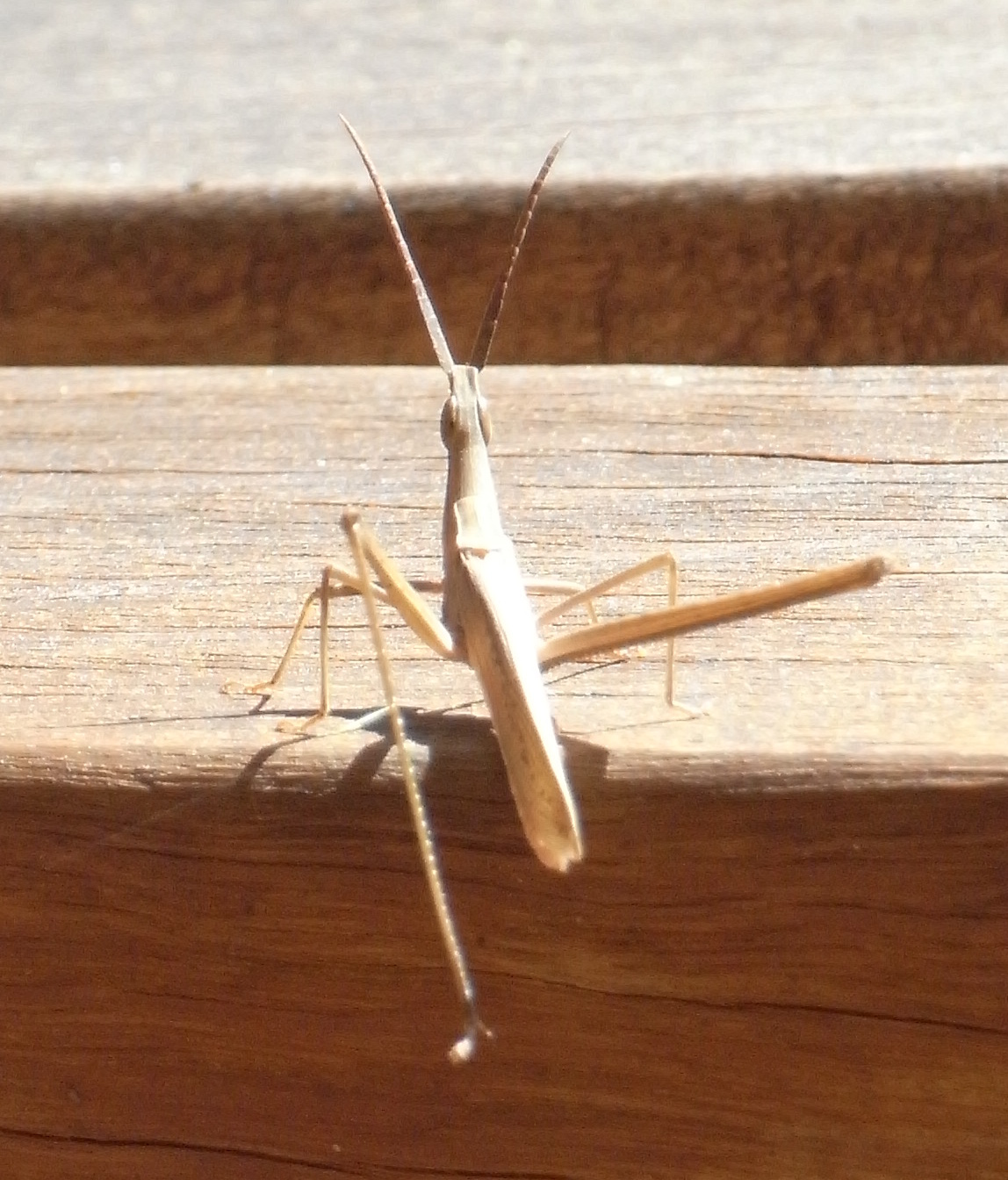
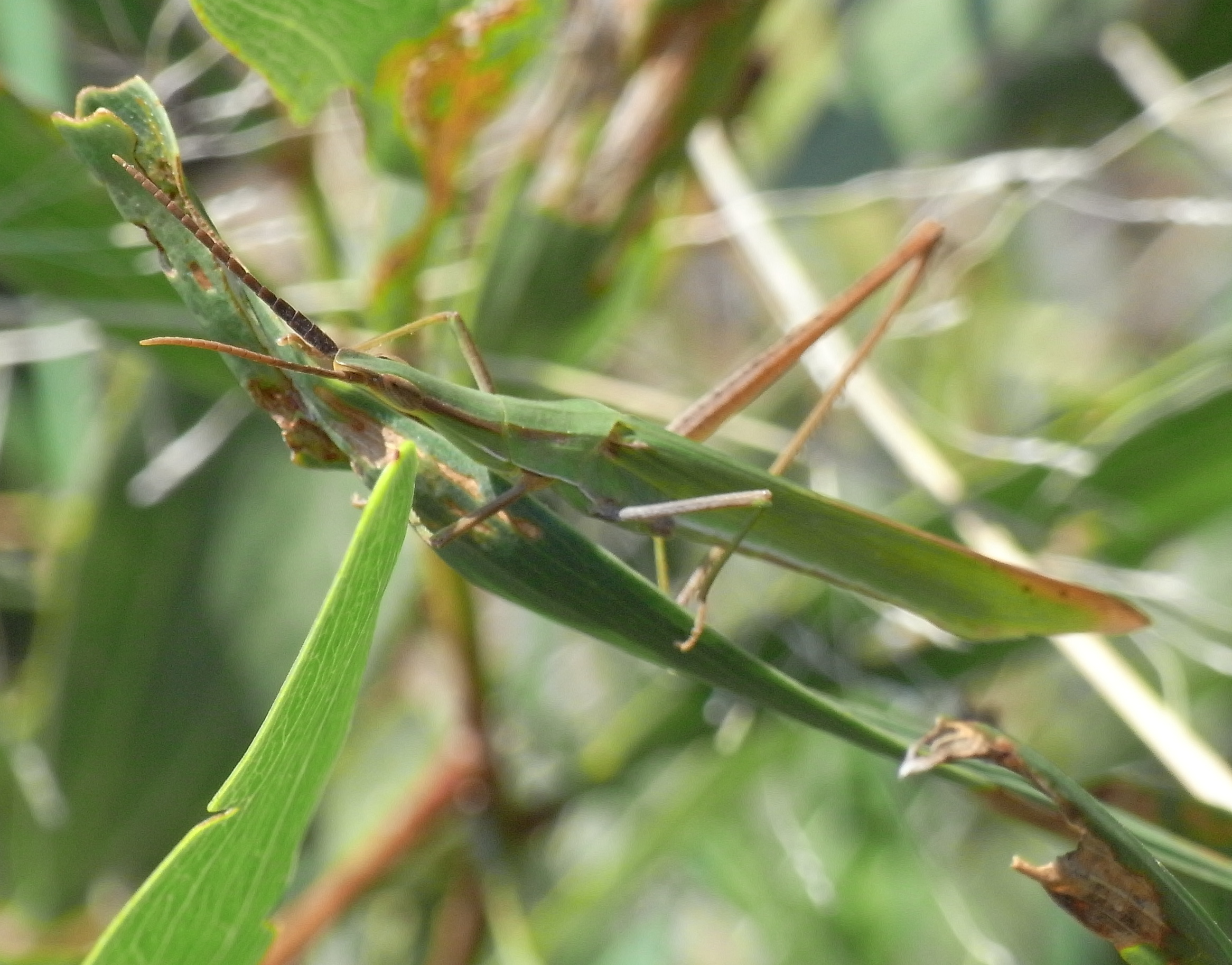
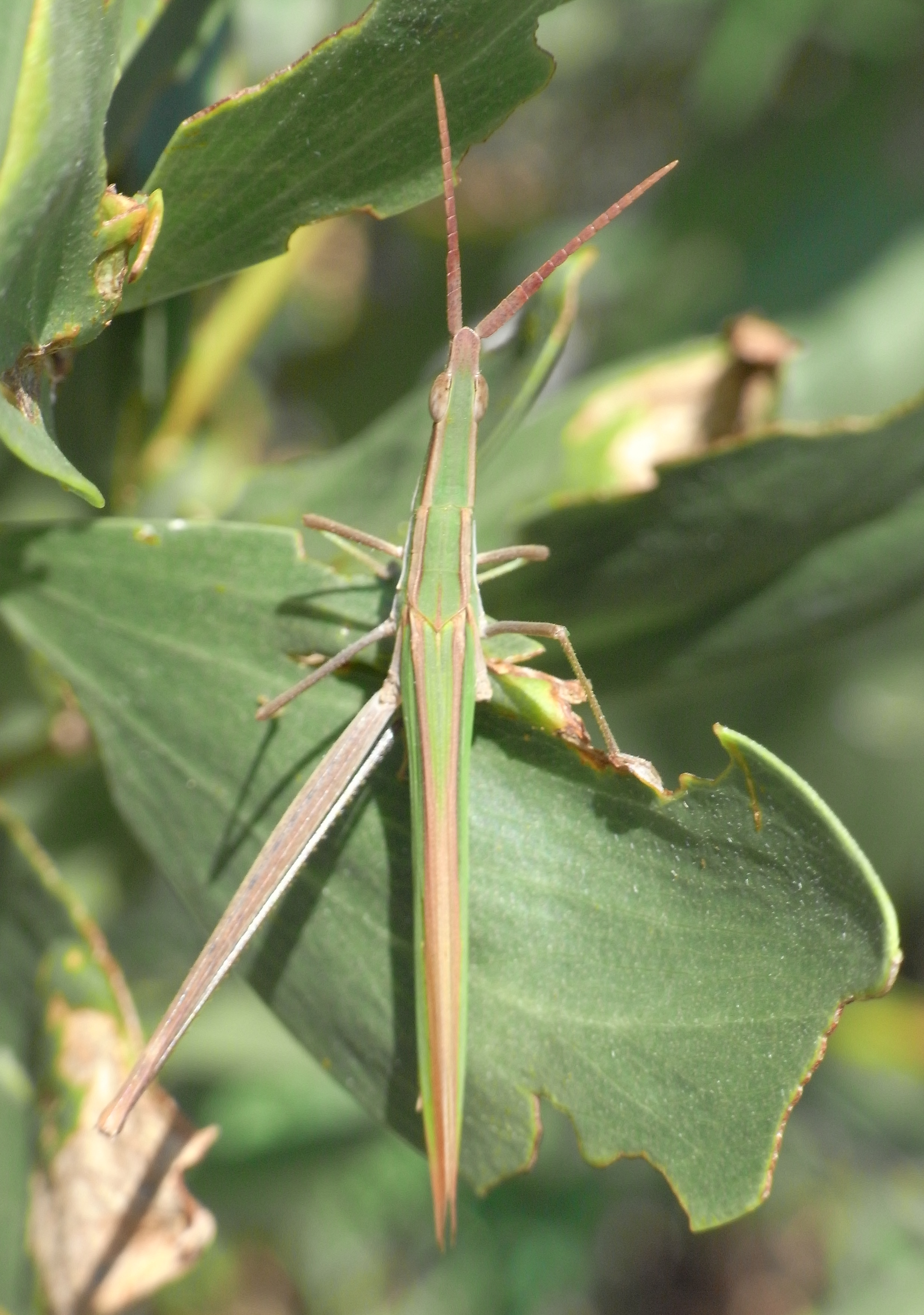
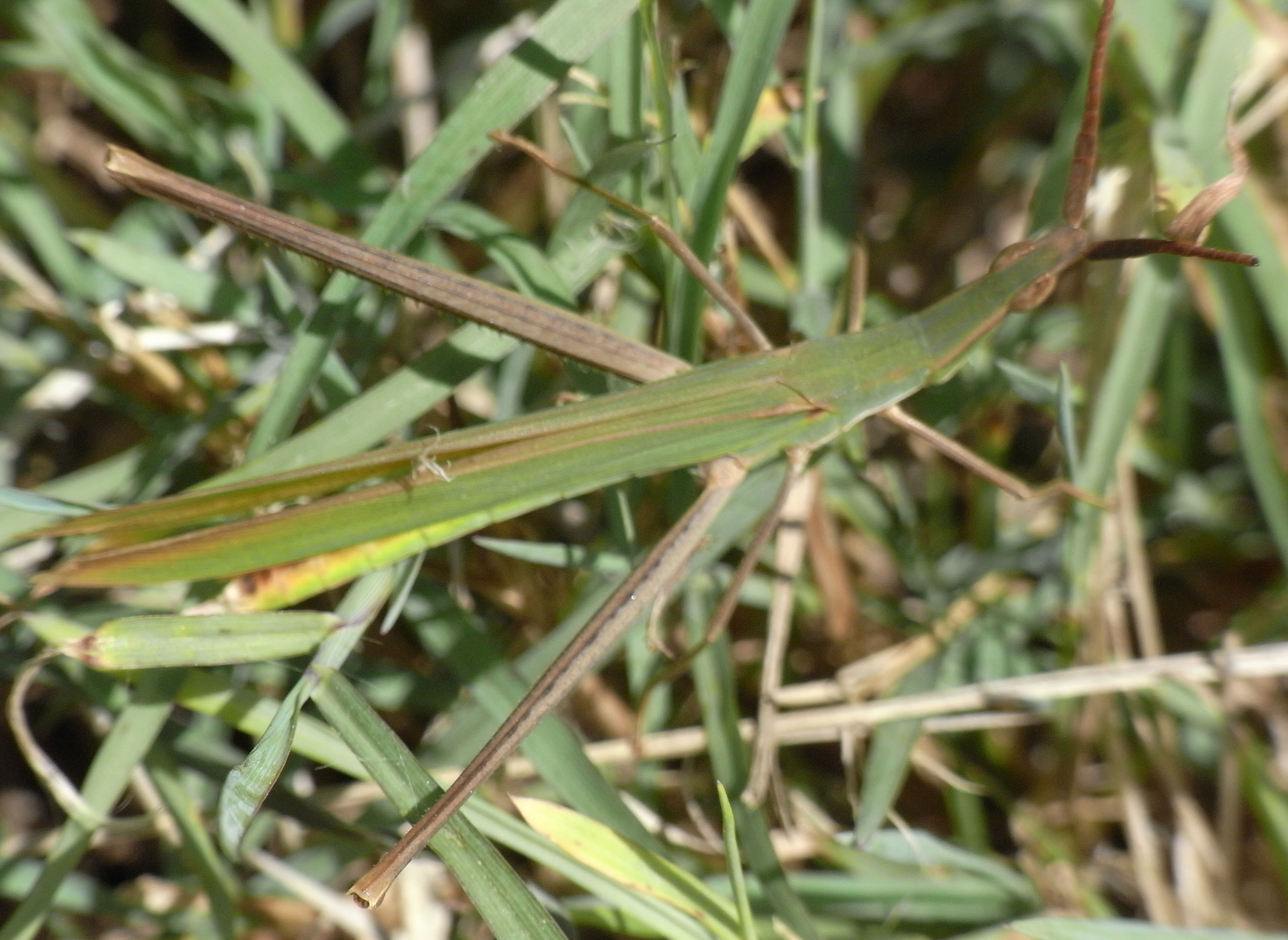